# Thor Henning
Thor Bernhard Henning (* 13. September 1894 in Stockholm; † 7. Oktober 1967 ebenda) war ein schwedischer Schwimmer. Er war auf die Stilrichtungen Brust und Freistil spezialisiert.
Henning war Mitglied des Stockholmer Schwimmvereins SK Neptun und zwischen 1912 und 1924 drei Mal Mitglied der schwedischen Olympiamannschaft. Insgesamt errang er dabei vier Medaillen.
Bei den Olympischen Sommerspielen 1912 im heimischen Stockholm wurde er hinter dem Deutschen Walter Bathe Zweiter über 400 Meter Brust. Acht Jahre später, bei den Sommerspielen in Antwerpen, belegte er sowohl über 200 Meter wie auch über 400 Meter Brust hinter seinem Landsmann Håkan Malmrot jeweils den zweiten Platz. Bei den Spielen 1924 in Paris wurde er in den Vorläufen in der schwedischen 4 × 200-m-Freistilstaffel eingesetzt, die am Ende – ohne seine Beteiligung – die Bronzemedaille errang.
1992 wurde er in die International Swimming Hall of Fame aufgenommen.